# ریچل رابرتس (هنرپیشه)
ریچل رابرتس (انگلیسی: Rachel Roberts; ۲۰ سپتامبر ۱۹۲۷ – ۲۶ نوامبر ۱۹۸۰) یک هنرپیشه اهل ولز بود. او بین سال‌های ۱۹۵۳ تا ۱۹۸۰ میلادی فعالیت می‌کرد.
از فیلم‌ها یا مجموعه‌های تلویزیونی که ریچل رابرتس در آن‌ها نقش داشته‌است می‌توان به ای مرد خوش‌شانس!، حقه‌بازی و چارلی چان و نفرین ملکه اژدها اشاره نمود.